# Analito

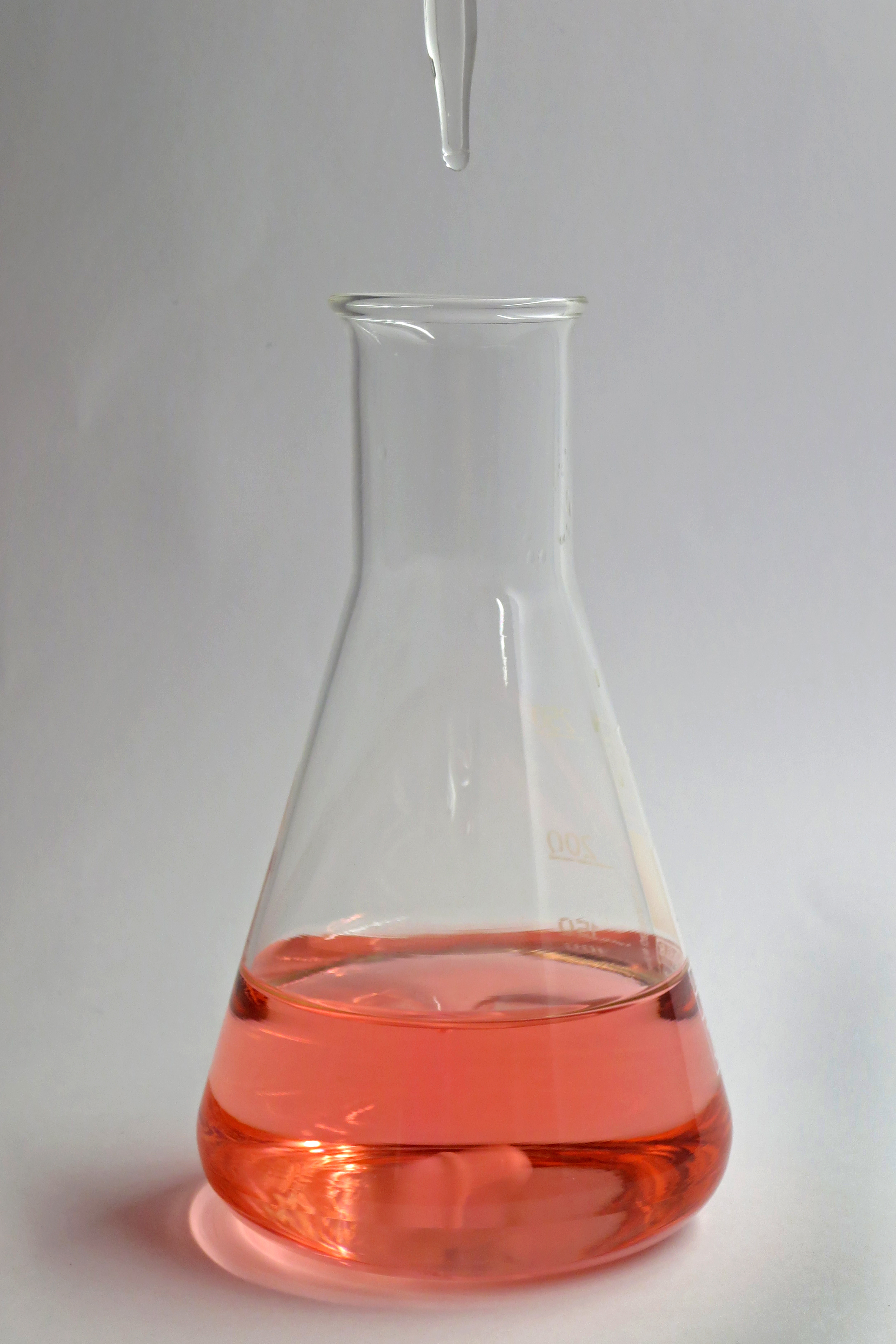
Analito en un recipiente de Matraces Erlenmeyer

En química analítica, un analito es un componente (elemento, compuesto o ion) de interés analítico de una muestra que se separa de la matriz (análisis químico). Es una especie química cuya presencia o contenido se desea conocer, identificable y cuantificable, mediante un proceso de medición química.
En metrología química constituye un tipo particular de mensurando, que es una magnitud, la cantidad del objeto de medida; es decir, la concentración de analito, la porción que se somete a la cuantificación, una comparacion previa con un patrón que aporta la información requerida.
En conjunto con los elementos intangibles, el analito y el mensurado son necesarios para la definición y la solución del problema analítico. Los elementos intangibles requieren planificación del diseño, su evolución y corrección.
La información obtenida de una muestra de analito puede ser:
- Cualitativa: Si existe analito en determinada cantidad en la muestra.
- Cuantitativa: La proporción de la sustancia.
- Estructural

El analito que se determina en una muestra puede ser de naturaleza inorgánica, orgánica o bioquímica. Según su concentración de la misma, se clasifica como macrocomponente (más de 1%), microcomponente (entre 0,01% y 0,1%) o trazas (menos de 0,01%).
Para hacer un análisis químico de una muestra de analito pueden utilizarse distintos procedimientos como el método electroanalítico o los métodos espectrométricos.